# Dallin H. Oaks
Dallin Harris Oaks (* 12. srpna 1932 Provo) je americký právník, profesor a apoštol mormonské Církve Ježíše Krista Svatých posledních dnů (CJKSPD). Byl prezidentem Univerzity Brighama Younga (BYU), učitelem práva na chicagské univerzitě a soudcem Nejvyššího soudu státu Utah. Od roku 1984 je členem Kvora dvanácti apoštolů CJKSPD.

## Život

### Mládí
Dallin H. Oaks se narodil ve městě Provo v Utahu, které je jedním z center mormonismu. V Provu je Misionářské tréninkové centrum, kam odjíždějí mladí lidé na dva měsíce předtím, než odjedou na dvouletou misii. V 50. letech graduoval na BYU, ale kvůli členství v utažské armádě a tehdejší zuřící korejské válce nemohl odjet na misii. Nakonec neodešel ani do války, ani na misii, ale začal pracovat na chicagské univerzitě práva.
V roce 1952 se oženil v chrámu v Salt Lake City s June Dixon (zemřela v roce 1998).

### Prezident univerzity Brighama Younga

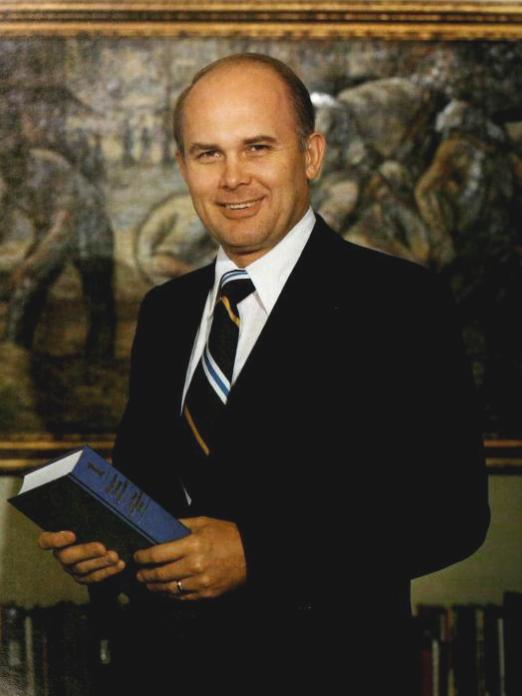
Dallin H. Oaks v době, kdy byl prezidentem BYU

Mezi lety 1971 a 1980 působil Oaks jako prezident největší utažské vysoké školy, Univerzity Brighama Younga, která je také největší náboženskou univerzitou v USA. Během této doby docházelo na této škole k experimentům na homosexuálních jedincích.

### Nejvyšší soud Utahu
Mezi lety 1980 a 1984 pracoval Oaks jako soudce Nejvyššího soudu v Utahu. Tehdy byl také navržen jako jeden z hlavních kandidátů na nového soudce Nejvyššího soudu USA. Místo nakonec obsadila Sandra Dayová O'Connorová.
Jako učitel práva sepsal studii o zničení tiskárny v Navoo v Illinois, ke kterému došlo v roce 1844. Tehdy vydal člen mormonské církve William Law tzv. Navoo expositor. Byl to dokument, podobný novinám, který kritizoval polygamní i náboženské praktiky Josepha Smithe a CJKSPD. Podle Oakse bylo zničení tiskárny právně diskutabilní, ale částečně oprávněné.

### Apoštol Církve Ježíše Krista Svatých posledních dnů
7. dubna 1984 byl Dallin H. Oaks oficiálně jmenován apoštolem v Kvoru dvanácti apoštolů Církve Ježíše Krista Svatých posledních dnů. Navržen byl spolu s Russelem M. Nelsonem, aby nahradili zesnulé apoštoly Richardse a Petersena. Oaks je církví akceptován jako prorok, vidoucí a zjevovatel. Vysvěcen k apoštolství byl 3. května téhož roku a stal se ve věku 51 let tehdejším nejmladším apoštolem církve. Nyní je třetím nejstarším apoštolem v Kvoru dvanácti apoštolů (před ním jsou délkou služby pouze prezident kvora Boyd K. Packer a Russel M. Nelson). Za svou práci apoštola získává Oaks tzv. kompenzace.

### Současnost
V současné době je Oaks členem dozorčí rady Církevního vzdělávacího systému, který řídí všechny mormonské školy a třídy (kampusy BYU a další školy, církevní instituty, církevní semináře atd.).

## Učení
Dallin H. Oaks má jako apoštol CJKSPD právo tvořit a kodifikovat mormonskou nauku. Cokoliv řekne na Generální konferenci, která se koná dvakrát ročně, je členy církve považováno za Boží písmo a nauku církve.

### Pornografie
Apoštol Oaks varoval mnohokrát před nebezpečím pornografie. Problém popsal na Generální konferenci v dubnu 2005 následujícími slovy: „Po mnoho let naši církevní vedoucí varují před nebezpečím obrazů a slov, jež mají za cíl vzbudit sexuální touhy... Ti, kteří vyhledávají a používají pornografii, přicházejí o moc svého kněžství. Příznivci pornografie také přicházejí o společenství Ducha.“ Pornografie je podle Oakse zlá, ať již jde o „lehkou“ nebo „tvrdou“ pornografii.
Ve stejném proslovu apoštol Oaks jako bývalý právník uvedl i názor, že pornografie má vliv na kriminální činnost: „Pornografie poškozuje schopnost člověka těšit se z normálního citového, milostného a duchovního vztahu s osobou opačného pohlaví. Rozleptává morální zábrany, jež brání nevhodnému, nenormálnímu nebo nezákonnému chování. S tím, jak svědomí ztrácí citlivost, to vede zastánce pornografie k realizování toho, na co se dívali, bez ohledu na to, jaké to bude mít důsledky pro jejich život a pro život druhých.“
Jako ředitel BYU již v roce 1974 uvedl: „Pornografické nebo erotické příběhy a obrázky jsou horší než špinavé nebo znečištěné potraviny. Tělo má obranné mechanismy, aby se samo zbavilo nezdravého jídla. Až na několik osudných výjimek špatné jídlo způsobí pouze nemoc, nezpůsobí však trvalé poškození. V kontrastu s tím člověk, který se sytí špinavými příběhy nebo pornografickými nebo erotickými obrázky a literaturou, zaznamenává je do onoho úžasného záznamového systému, který nazýváme mozkem. Mozek nezvrátí nečistotu zpět. Jak je jednou zaznamenána, zůstane navždy předmětem vzpomínek, bude vrhat své zvrácené obrazy do vaší mysli a bude vás odvádět od zdravých věcí života.“

### Homosexualita
Dallin H. Oaks je jedním z hlavních zastánců církevního přístupu k homosexualitě mezi členy Kvora dvanácti apoštolů. Ve svém proslovu z roku 1995 řekl: „Každý z nás má nějaké pocity, které si nevybral, ale evangelium Ježíše Krista nás učí, že i přesto máme moc odolat a své pocity změnit (když je to potřeba) a zajistit, aby nás nevedly k zaobírání se nevhodnými myšlenkami nebo k hříšnému chování.“

## Výběr z knihy Dallina H. Oakse
- OAKS, Dallin H. Carthage Conspiracy : The Trial of the Accused Assassins of Joseph Smith. [s.l.]: University of Illinois Press, 1979. 272 s. ISBN 025200762X.
- OAKS, Dallin H. Life's Lessons Learned : Personal Reflections. [s.l.]: Deseret Book Company, 2011. 165 s. Dostupné online. ISBN 978-1609089313. Autobiografie.
- OAKS, Dallin H. Trust Doctrines in Church Controversies. [s.l.]: Mercer Univ Pr, 1984. 125 s. Dostupné online. ISBN 978-0865541047.